# Harvard Law Review
El Harvard Law Review es una revista sobre temática legal publicada por un grupo independiente de estudiantes de la prestigiosa facultad de derecho Harvard Law School.

## Descripción general
El Harvard Law Review es una de las revistas jurídicas más citadas en los Estados Unidos. Es publicada mensualmente desde noviembre hasta junio, pero cabe destacar que el número publicado en noviembre está dedicado al período de mandato de la Corte Suprema estadounidense que estuvo en vigencia el año anterior. La publicación tiene una tirada de aproximadamente 4.000 ejemplares, y también realiza una publicación en línea a través de su página web, la cual también consta de un foro de preguntas y respuestas denominado "Harvard Law Review Forum", en donde los lectores pueden participar y opinar de forma especializada en el contenido publicado en la revista.  
La Asociación Harvard Law Review, en conjunto con el Columbia Law Review, el University of Pennsylvania Law Review y el Yale Law Journal publican la guía de estilo de lenguaje jurídico denominada The Bluebook: A Uniform system of citation, la cual es ampliamente reconocida como una fuente de autoridad en el formato de citaciones judiciales de los Estados Unidos.

## Historia
El Harvard Law Review publicó su primer número el 15 de abril de 1887, convirtiéndose en la revista jurídica más antigua de los Estados Unidos que aún sigue en circulación y que es editada por estudiantes. El establecimiento de esta institución fue debido en su mayoría al apoyo de Louis Brandeis, que en esa época se había graduado de la facultad de derecho de Harvard y ejercía como abogado en la ciudad de Boston; sin embargo, más tarde se convertiría en juez de la Corte Suprema de los Estados Unidos. La primera mujer que tuvo el cargo de presidenta o jefe redactora de la revista fue Susan Estrich (1978) y quien actualmente se desempeña como coordinadora de las campañas políticas demócratas. Además, el primer jefe de redacción afroamericano de la revista fue el futuro presidente de los Estados Unidos, Barack Obama, en el año 1991.  En el 2008, Andrew Crespo se convirtió en el primer presidente hispano de la revista jurídica.
Las oficinas centrales del Harvard Law Review, están localizadas en el edificio Gannet House construido en 1838, lo que lo convierte en la construcción más antigua del campus que aún sobrevive y está ubicado en la facultad de leyes de Harvard. La edificación que alberga la revista es de estilo neoclásico (o Greek Revival), inspirado en los monumentos griegos, y que fue popular en Nueva Inglaterra a mediados y a finales de los años 1800. Antes de que se trasladase el edificio a Gannet House en 1925, el centro de operaciones de la revista estuvo ubicado en el edificio de aulas de derecho llamado Austin Hall.
El reclutamiento de editores para el Harvard Law Review tiene dos fases que son: la calificación final de los estudiantes de jurisprudencia de primer año y un concurso de edición. La selección de editores y el concurso para ser parte del personal de la revista de leyes comienza en el mes de mayo, después de que los estudiantes hayan completado los exámenes finales de primer año, permitiendo a los evaluadores analizar las calificaciones de cada individuo. En la fase de competición los estudiantes deben realizar un análisis y una edición profunda de un extracto de un artículo que jamás ha sido publicado. Catorce editores (dos individuos de cada sección de la clase fundamentos del derecho) son seleccionados en base de la combinación de sus calificaciones de primer año y las calificaciones del concurso. Veinte editores son seleccionados únicamente por sus calificaciones en la competición. Los editores restantes son seleccionados bajo un criterio reservado. Posiblemente alguno de los puestos restantes sean empleados para reclutar editores basándose en el fundamento de discriminación positiva, que tiene como objetivo brindar la oportunidad a personas pertenecientes a grupos sociales desfavorecidos.

## Antiguos alumnos miembros de la revista
Algunos de los estudiantes destacados del Harvard Law Review incluyen:

### Presidentes de los Estados Unidos
- Barack Obama, presidente del volumen 104.[10]

### Jueces de la Corte Suprema
- Stephen Breyer, sirvió como editor de artículos en el volumen 77.[11]
- Felix Frankfurter[12]
- Ruth Bader Ginsburg, sirvió como editora por un año antes de que se transfiriese a la facultad de jurisprudencia de la Universidad de Columbia.[13]
- John Roberts, fue editor administrativo del volumen 92.[14]
- Antonin Scalia, fue editor de notas del volumen 73.[15]
- Edward Sanford

### Otros juristas
- Michael Boudin, juez de la Corte de Apelaciones de Estados Unidos para el Primer Circuito y fue presidente del volumen 77.[16]
- Henry Friendly, fue juez  del Segundo Circuito de Cortes de Apelaciones de Estados Unidos y presidente de la revista.[17]
- Pierre Leval, juez del Segundo Circuito de Cortes de Apelaciones de Estados Unidos y fue editor de notas.[18]
- Debra Ann Livingston, juez del Segundo Circuito de Cortes de Apelaciones de Estados Unidos.[18]
- James L. Oakes, fue juez del Segundo Circuito de Cortes de Apelaciones de Estados Unidos.[18]
- Richard Posner, juez del Séptimo Circuito de Cortes de Apelaciones de Estados Unidos, y fue presidente del volumen 75 de la revista.[19]

### Secretarios de Gabinete
- Dean Acheson, secretario de Estado.[20]
- Michel Chertoff, Secretario de Seguridad Nacional de los Estados Unidos y antiguo juez del  Tercer Circuito de Cortes de Apelaciones.[21]
- William Coleman, Jr., Secretario de Transporte, ministro de justicia en el juicio Brown v. Board of Education, y el primer afroamericano en ser secretario judicial de la Corte Suprema.[22]
- Elliot Richardson, Ministro de Justicia; Ministro de Salud, Educación y Bienestar; Ministro de Defensa; Ministro de Comercio, y presidente de la revista.[23]

### Otros funcionarios del gobierno de los Estados Unidos
- Paul Clemente, antiguo procurador general de los Estados Unidos, sirvió como editor de la Corte Suprema.[24]
- Archibald Cox, antiguo procurador general de los Estados Unidos.[25]
- Chris Cox, presidente de la Securities and Exchange Commission.[26]
- Viet Dinh, asistente del Ministro de Justicia, y sirvió como editor del Bluebook.[27]
- Julius Genachowski, presidente designado de la comisión general de comunicaciones.[28]
- Alger Hiss, antiguo funcionario del Departamento de Estado de los Estados Unidos y acusado de espionaje.[29]

### Otros funcionarios gubernamentales
- Preeta D. Bansal, antiguo procurador general de Nueva York, sirvió como supervisor de edición.[30]
- Allan Gotlieb, antiguo embajador de Canadá en los Estados Unidos.[31]
- Eliot Spitzer, antiguo Gobernador de Nueva York.[32]

### Académicos
- Dereck Bok, antiguo presidente de la Universidad de Harvard.
- Kingman Brewster, antiguo presidente de la Universidad Yale, y tesorero de la revista.
- Charles Hamilton Houston, antiguo decano de la facultad de jurisprudencia de la Universidad Howard, y director de litigaciones de la Asociación Nacional para el progreso de las Personas de Color.
- Elena Kagan, decana de la facultad de jurisprudencia de Harvard.
- Harold Koh, decano de la facultad de jurisprudencia de la Universidad de Yale.
- David Leebron, presidente de la Universidad Rice, y fue presidente de la revista.
- William C. Powers, presidente de la Universidad de Texas, fue editor administrativo.
- John Sexton, presidente de la Universidad de Nueva York.

### Escritores y periodistas
- Archibald MacLeish, poeta ganador del Premio Pulitzer.
- Jeffrey Toobin, periodista de medios escritos y televisivos.

### Otros antiguos alumnos
- Nadine Strossen, antigua presidenta de la Unión Americana por las Libertades Civiles.